# Freqüentatiu
Un freqüentatiu o iteratiu és una transformació d'un verb –més sovint amb sufix– per a expressar una acció que es produeix habitualment o repetidament. És un fenomen lingüistic productiu en moltes llengües europees. En català, el sufix «-ejar» pot servir per a fer freqüentatius.
Els freqüentatius llatins, per l'intermediari del llatí vulgar sovint en català van perdre la significació d'iteratiu, i per a expressar la iteració s'utilitzen aleshores perífrasis amb els verbs «soler» o «sovintejar», o amb «tenir l'habitud, el costum» o l'adverbi «sovint». També l'article determinat serveix per a donar un sentit freqüentatiu a les expressions de temps: «dijous vaig a la biblioteca» (una vegada) i «els dijous (o el dijous) vaig a la biblioteca (=cada dijous). És equivalent de «El dijous solc anar a la biblioteca».

## Exemples
Llatí
En llatí els freqüentatius es formen entre d'altres pel sufix -it o en formar un nou verb des del participatiu. De vegades, amb l'evolució de la llengua les significacions dels dos verbs bifurquen, o el verb nofreqüentatiu desapareix en la llengua vulgar. Així per exemple, el freqüentatiu cantare al llatí vulgar i les llengües romàniques que se'n van derivar va totalment suplantar el verb canere (cecini, cantus de conjugació més irregular i complex). Molt freqüents a les èpoques arcaica i postclàssica, els freqüentatius perduren a les llengües romàniques.
- aboriri, abortus: apagar-se, finir → abortare: avortar
- agere, actum: agir → agitare: agitar
- canere, cantus: cantar → cantare: dir repetidament, predicar, més tard reemplaça el verb canere sense sentit freqüentatiu
- dare, datum: donar → datare: donar sovint, datar
- dicere, dictum: dir → dictare: dir sovint, recitar, dictar, ordenar
- dirigere, directum: dirigir → directiare: dreçar
- facere, factum: fer → factitare: fer sovint, soler fer
- inficere, infectum: tenyir, tacar: infectare, produir una infecció.
- venire, venturus venir → ventitare venir sovint[5]
- vertere, versum: girar → versare: girar sovint, vessar[6]

Llengües romàniques
- català:
  - xatejar[7]
  - vaporejar, xuclar el vapor d'una cigarreta electrònica[8]
  - cantussejar, de cant(uss)ar
- francès: taper: picar → tapoter: tustar, donar copets

Llengües germàniques
- alemany: klingen: sonar → klingeln: tocar, trucar
- anglès: sniff ensumar, ruflar→ sniffle: furetetjar, flairar
- neerlandès:
  - snuiten: mocar →snotteren: treure mocs, sanglotar
  - bidden: demanar, pregar → bedelen: mendicar, demanar sovint